# Лунка (Бужорени)
Лунка (рум. Lunca) насеље је у Румунији у округу Валча у општини Бужорени. Oпштина се налази на надморској висини од 251 m.

## Становништво
Према подацима из 2002. године у насељу је живело 496 становника, од којих су сви румунске националности.